# Наперстянка пурпурная
Наперстя́нка пурпу́рная, или пурпу́ровая, или кра́сная (лат. Digitális purpúrea) — вид многолетних (в культуре — двулетних) травянистых растений семейства Подорожниковые (Plantaginaceae). В более ранних классификациях растение относили к семейству Норичниковые (Scrophulariaceae).
Лесное растение, поэтому предпочитает рассеянную или глубокую тень и почву, богатую органическими веществами. Аборигенный вид для Западной Европы, наперстянка пурпурная была интродуцирована в другие регионы, а в некоторых местах считается сорняком или инвазивным растением. Культивируется с давних времен как лекарственное и декоративное садовое растение. Селекционерами выведены многочисленные садовые культивары, которые отличаются габитусом и окрасками цветов от видового растения. Растение ядовито. Сердечный гликозид дигитоксин, извлекаемый из листьев, используется в качестве лекарства от сердечной недостаточности.

## Название
Ботаническое название произошло от лат. digitus, что означает перстень, палец: венчик напоминает напёрсток.
В английском языке имеет обиходное название англ. purple foxglove, что в переводе означает «пурпурные лисьи перчатки».

## Ботаническое описание

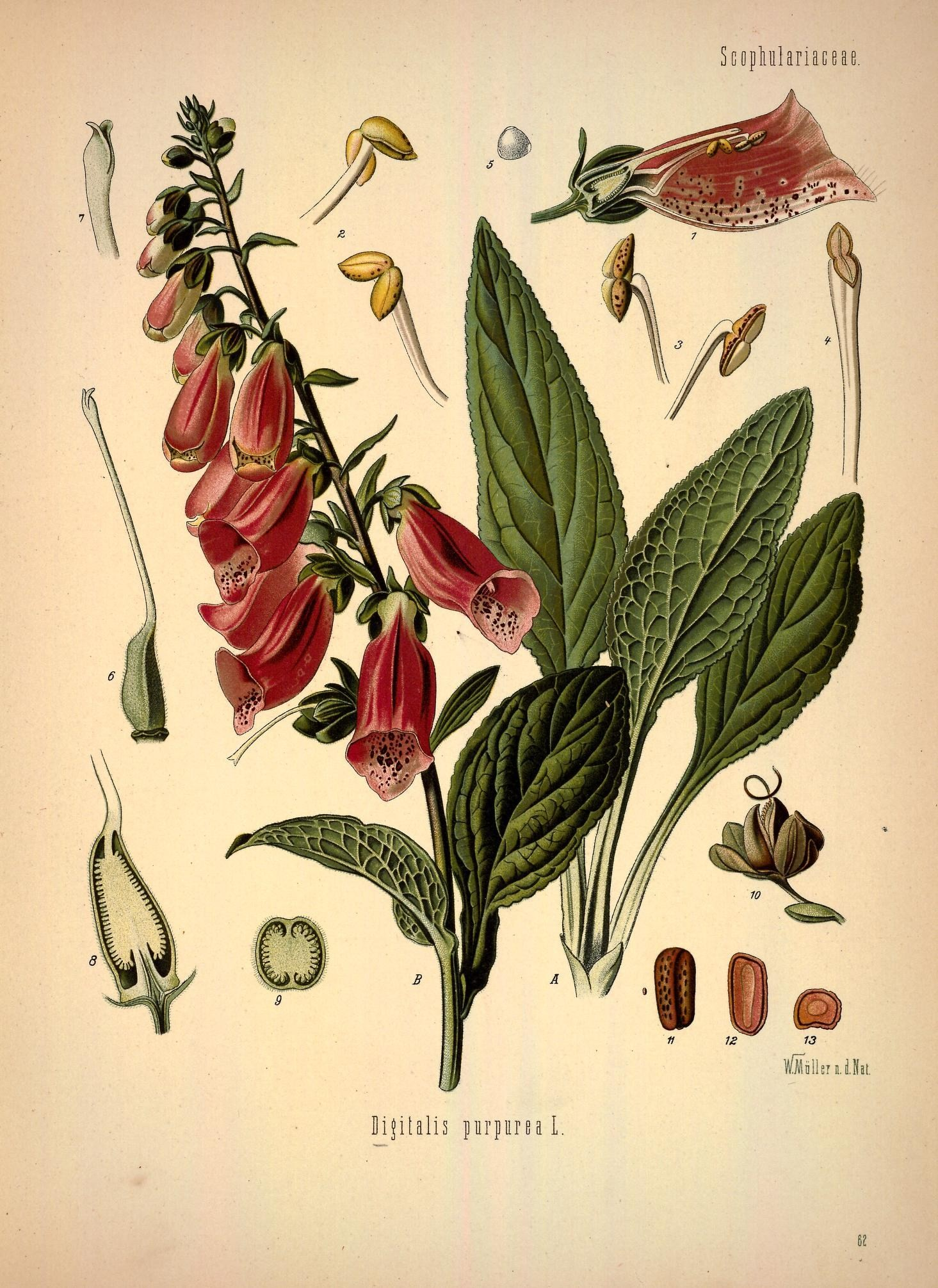
Наперстянка пурпурная.

Многолетнее (двулетнее) травянистое растение.
Стебли 30—120 см высотой, прямостоячие, бороздчатые, быть может равномерно облиственные, густо покрытые простыми и желёзистыми волосками.
Листья бархатистые, сверху тёмно-зелёные и рассеянно волосистые, снизу седоватые, войлочные от длинных, многоклеточных, часто опадающих и желёзистых волосков, с сильно выступающим сетчатым жилкованием, край листа неравномерно городчатый, реже пильчатый. Розеточные и нижние стеблевые листья 12–20(35) см длиной и 3–7(11) см шириной, яйцевидные или продолговато-яйцевидные или яйцевидно-ланцетные, заострённые, резко оттянутые в длинный, 3–11 см, черешок. Стеблевые листья очереднорасположенные. Верхние стеблевые листья короткочерешчатые или сидячие, в два или более раз меньше нижних, яйцевидные или яйцевидно-ланцетные.
Соцветие — обычно длинная кисть длиной до 80 см, густая, направленная вверх, односторонняя (асимметрично повернута к солнцу), многоцветковая, пирамидальная. Соцветие похоже на большой колос, но в отличие от колоса, в кисти цветки не сидячие, а расположены на цветоножках. Существуют садовые культивары, у которых цветки расположены равномерно по спирали.
Цветки на стадии бутона восходящие, но со временем поникающие под собственным весом. Прицветники яйцевидные или продолговато-ланцетные, острые, равные длине цветоножек или превышающие их. Цветоножки 0,5—1 см длиной (при плодах увеличиваются до 2 см), густо покрыты желёзистыми волосками. Доли чашечки 8—13 мм длиной (при плодах до 15 мм) и 4—8 мм шириной, продолговато-яйцевидные, заострённые. Венчик пурпуровый или реже белый, на нижней внутренней поверхности трубки с белым пятном, на котором расположено несколько пупуровых точечных пятен, 3—4 см длиной, трубчато-колокольчатый, снаружи голый, внутри на нижней губе с многочисленными, длинными, оттопыренными волосками, которые почти закрывают вход в трубку венчика, отгиб очень короткий, верхняя губа отгиба с растянутыми незначительными двумя долями, нижняя треугольная, тупая, равная около трети длины венчика. Тычинки голые. Завязь желёзисто-опушённая.
Коробочка 8—12 мм длиной, 6—9 мм шириной, яйцевидная, тупая, густо покрыта желёзистыми волосками. Семена очень мелкие, коричневатые, ячеистые, овальные или четырёхгранно-призматические, 0,6—0,9 мм длиной и 0,4—0,6 мм шириной. Цветёт в июне—июле.
Вид описан из Западной Европы.
|                                                                   |  |  |  |  |
| Слева направо: листья, соцветие, цветки, цветок — вид снизу, плод |  |  |  |  |

## Распространение и экология

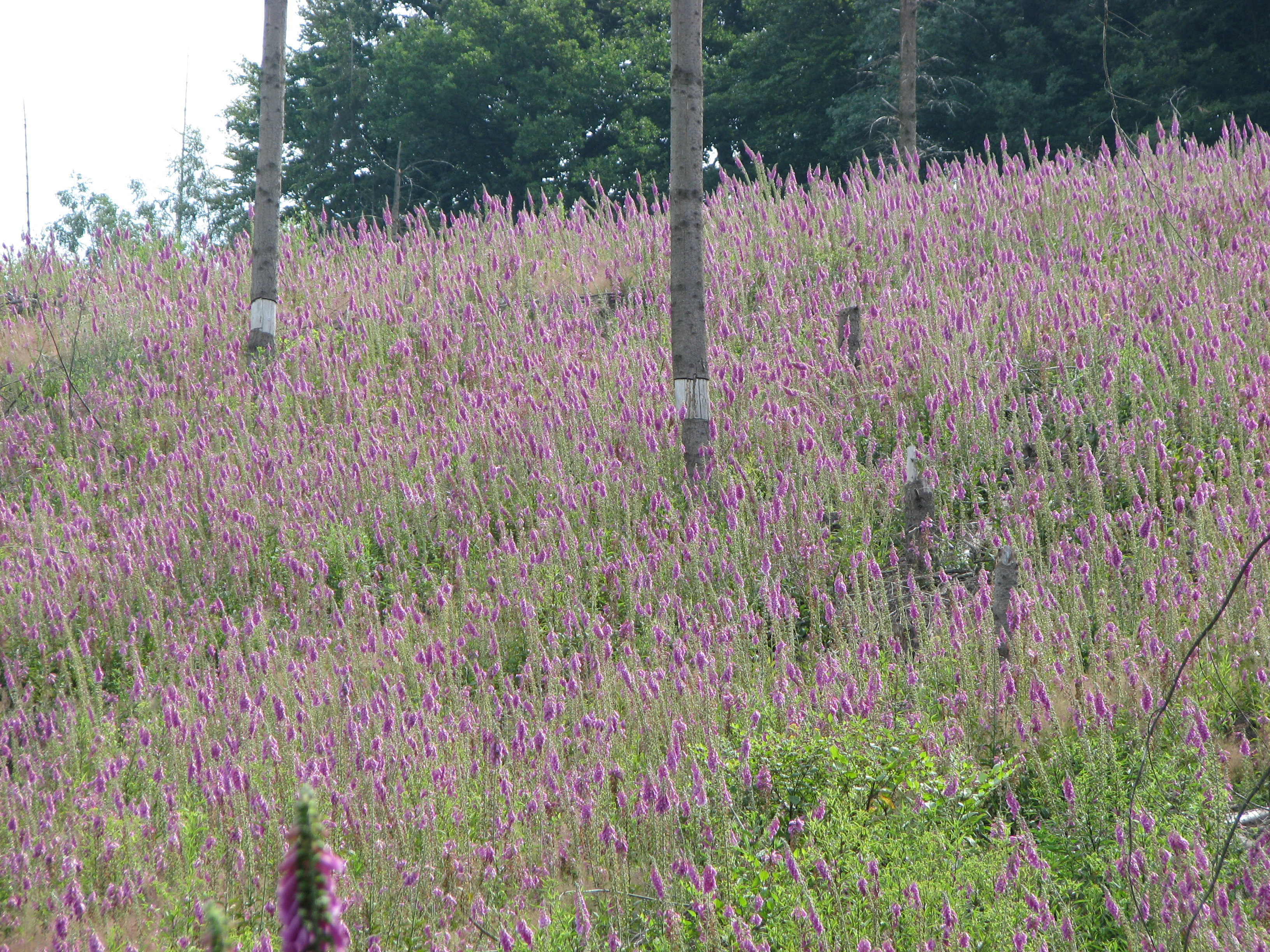
После того, как монокультура ели была вырублена в национальном парке Айфель (Германия), наперстянка пурпурная распространилась на большую территорию

### Природный ареал
Наперстянка пурпурная — аборигенный вид для нескольких стран Западной Европы и Северной Африки. В Западной Европе он является родным для Бельгии, Чехии, Франции, Германии, Ирландии, Португалии, Испании, Швеции и Великобритании. В Северной Африке вид можно встретить в Марокко. Кроме того, в природе он встречается на островах Корсика и Сардиния.
Вид встречается в различных средах обитания, включая открытые леса, лесные поляны, вересковые пустоши, на клифах, каменистые горные склоны, обочины дорог.
Произрастает на кислых почвах, в местах от рассеянной до глубокой тени (сциогелиофит), но так как её семена прорастают под воздействием солнечного света, она обычно отсутствует в сильно затенённых местах, например, в тёмных лесах.
Лучше всего развивается на богатой гумусом почве, но селится практически на любых грунтах (мезотроф), не слишком влажных и не слишком сухих (мезофит). В любом случае для выживания наперстянке требуется лишь небольшое количество почвы.
Наперстянка — эвритопное растение, получает преимущества при нарушении мест обитаний. Она обычно встречается и легко колонизирует места, где земля была нарушена, например, недавно вырубленные леса или места, где растительность была сожжена. Она также колонизирует участки земли, которые были нарушены вырубками и строительными проектами, будучи одним из первых полевых цветов, которые появляются снова, часто в больших количествах.
В первый год формируется базальная розетка овальных листьев, на второй год появляется прямостоячий стебель с цветками, покрытый стеблевыми листьями.

### Интродукция
Наперстянка пурпурная была завезена по всему миру в страны и континенты за пределами её естественного ареала. Благодаря интродукции этот вид расширил свой ареал дальше в Европу и Африку, а также колонизировал континенты, такие как Азия, Северная Америка, Южная Америка и Океания.
Наперстянка пурпурная широко интродуцирована по всей Европе: в Австрию, страны Балтии, Беларусь, Данию, Венгрию, Нидерланды, Польшу, Реюньон и Украину. Она также проникла на Азорские острова, Канарские острова, в центральную европейскую часть России, на Мадейру, а также на Сахалин и Курильские острова. В Норвегии Digitalis purpurea встречается вдоль побережья вплоть до 69 ° с. ш.
В Северной Америке она была завезена более чем в двадцать штатов США, таких как: Арканзас, Калифорния, Коннектикут, Айдахо, Мэн, Мэриленд, Массачусетс, Мичиган, Монтана, Нью-Гэмпшир, Нью-Джерси, Нью-Йорк, Северная Каролина, Огайо, Орегон, Пенсильвания, Вермонт, Вашингтон, Западная Вирджиния, Висконсин и Вайоминг. В штате Аляска наперстянка пурпурная была зарегистрирована в Кетчикане, Петербурге и Ситке. Её обычно выращивают в Джуно и Анкоридже, однако в районе Анкориджа она, похоже, достигает своего физиологического предела, поскольку не может перезимовать, поэтому её инвазия в арктический альпийский экорегион маловероятна.
В Канаде она была завезена во многие провинции, в том числе: Британскую Колумбию, Нью-Брансуик, Ньюфаундленд, Новую Шотландию, Онтарио и Квебек.
В Южной Америке Digitalis purpurea была завезена в Аргентину, особенно в регионы Северо-Востока, Северо-Запада и Юга. Она также была завезена в Боливию, Бразилию (особенно южный и юго-восточный регионы), Чили (центральный регион), Колумбию, Коста-Рику, Кубу, Эквадор, Сальвадор, Гватемалу, Ямайку, Мексику (Центральный регион, Персидский залив, северо-восток, юго-восток, и Юго-Западный регионы), Перу, Уругвай и Венесуэла.
Наперстянка пурпурная была завезена в различные регионы Азии, включая Китай (особенно южно-центральный и юго-восточный регионы), Корею и Вьетнам. В Африке она была завезена в Малави и Зимбабве. Кроме того, она была завезена в островные государства Новой Зеландии, как на Северные, так и на Южные острова. Это также распространенный сорняк во многих местах Тасмании, Австралии.

#### Меры борьбы
Ручная прополка — эффективный способ борьбы с наперстянкой. Гербициды эффективны при крупных заражениях. Усилия по борьбе обычно требуют не менее 5 лет. Участки необходимо контролировать в течение 5-10 лет после обработки из-за долгоживущего банка семян. Биологический контроль не проводился из-за ценности растения в садоводстве.

#### Цветение и опылители

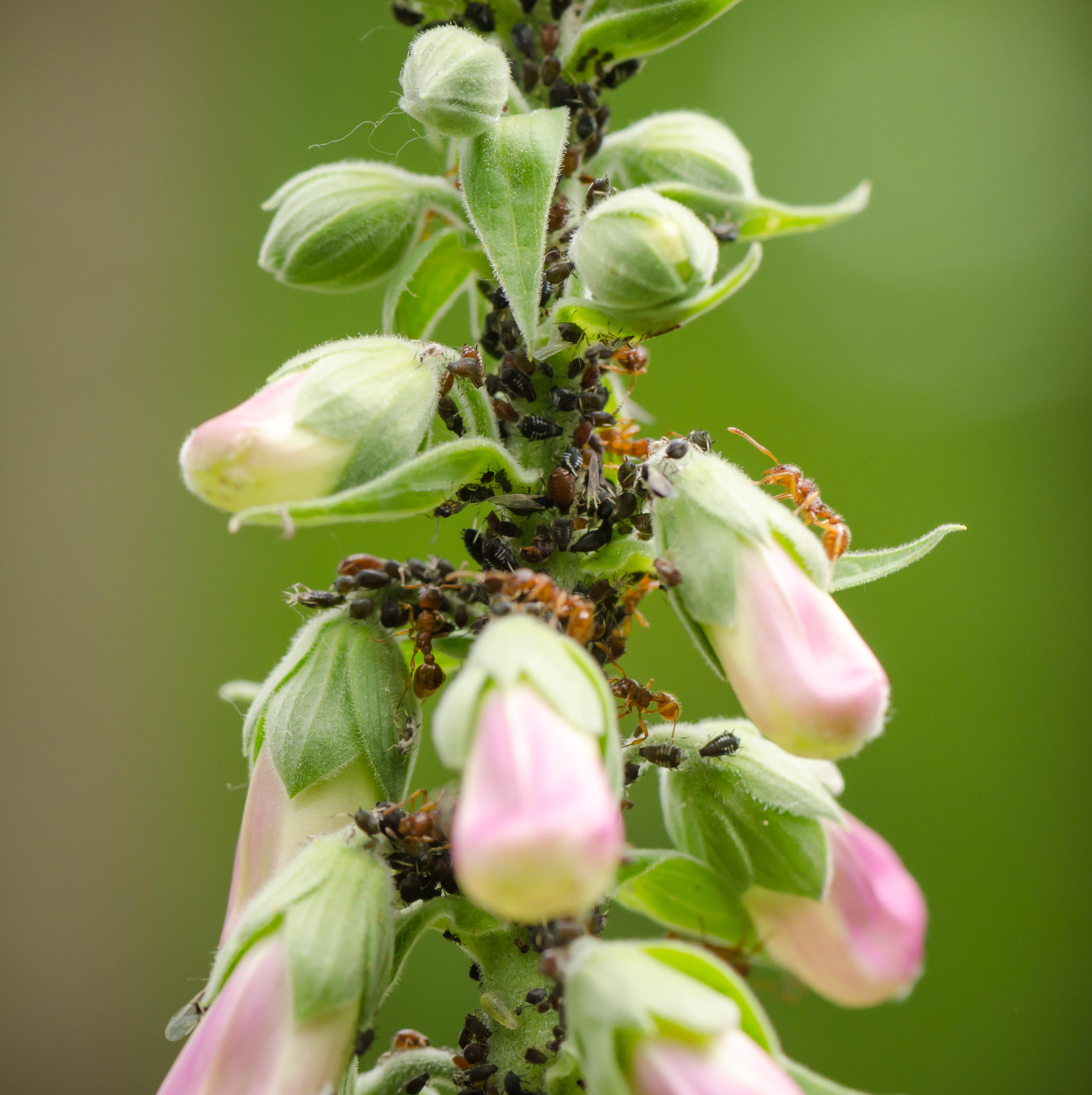
Муравьи (Myrmica rubra) выращивают/доят тлю (Aphis fabae) на наперстянке пурпурной, Гессен, Германия

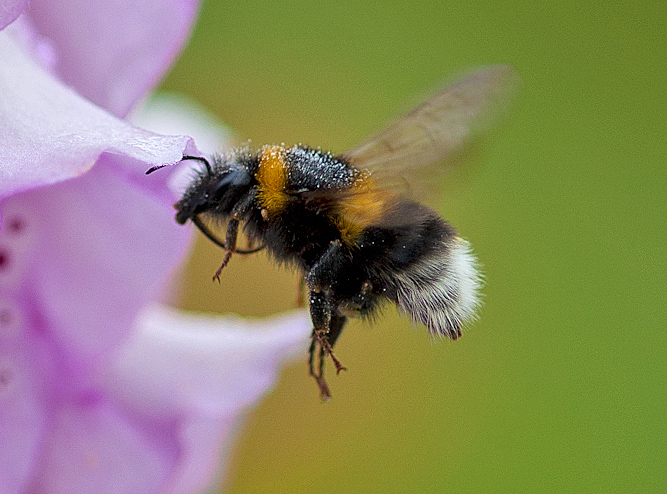
Шмель

Цветет с июня по август. Цветы богаты нектаром и опыляются пчёлами и шмелями, мухами и осами. Насекомые-опылители забираются глубоко в цветочную трубку, чтобы добыть нектар, лежащий кольцом у основания трубки, и при этом трутся о пыльники, плоско лежащие на верхней внутренней поверхности венчика. При посещении другого цветка пыльца стирается о расщелину рыльца. Цветок после опыления в скором времени опадает. В зонах умеренного климата Южной Америки и высокогорных районах Центральной и Южной Америки, куда наперстянка была интродуцирована, она также опыляется колибри: колибри-эрионами (Eriocnemis) и колибри-солнечными-лучами (Aglaeactis).
Каждое растение может дать 1–2 миллиона семян, которые при благоприятных условиях выращивания легко дают самосев. Семена распространяются ветром (анемохория) и с водой (гидрохория). Семена сохраняют всхожесть как минимум 5 лет после попадания в почву.

#### Консорты
Личинки моли Eupithecia pulchellata потребляют в пищу цветки наперстянки. Гусеницы этой бабочки заползают в только что раскрывающиеся цветки, по одной гусенице на цветок. Затем они плетет шелковую паутину вокруг основания цветка, запечатывая его, а затем продолжает питаться тычинками и развивающимися семенами. Когда остальные незараженные цветки опадают, венчик зараженных цветков остается на растении, и гусеница затем окукливается в цветке. Вид является редким, он был зарегистрирован в Великобритании, Германии, Швейцарии и Австрии. Было зарегистрировано, что другие виды чешуекрылых поедали листья, в том числе Mellicta athalia и Xestia ashworthii в Великобритании, Eurodryas aurinia в Румынии и Mellicta deione в Португалии, пяденица рыжеперевязанная (Gymnoscelis rufifasciata).

## Хозяйственное значение и использование

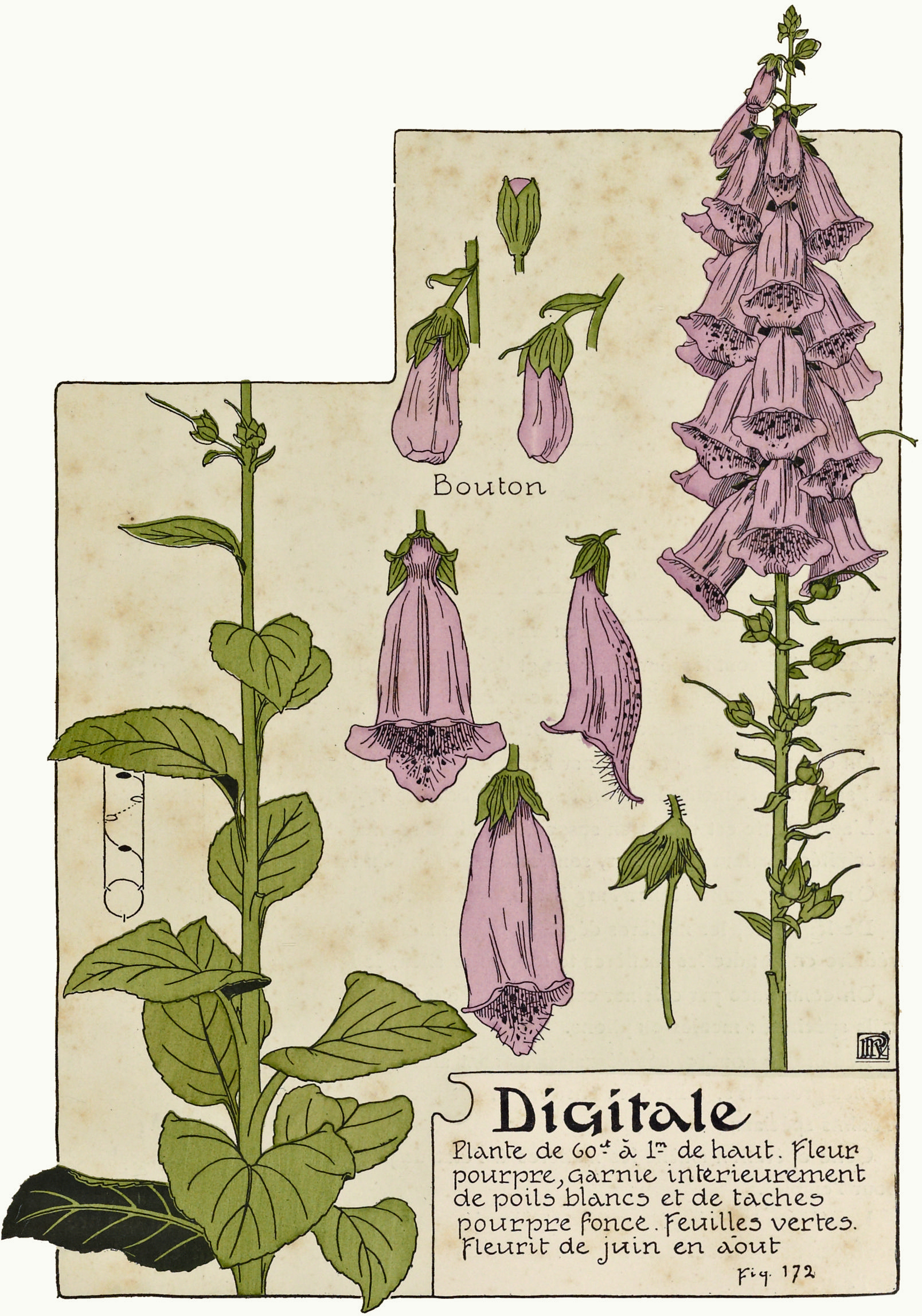
1903 года в стиле модерн авторства Мориса Пийара Вернёй

В растениях наперстянки содержится ряд ядовитых веществ (глюкозиды, гитоксин и др.) Листья, стебель, корни и семена ядовиты в зелёном и сухом виде. Отравления ею довольно редки, так как животные обычно избегают её. Однако известны случаи отравления наперстянкой лошадей, овец, уток. Наиболее подвержены отравлению лошади, в частности, при скармливании им сена, содержащего большое количество наперстянки красной.

### В народной медицине
Хотя сейчас наперстянка пурпурная — одно из важнейших лекарственных растений в мире, этому эффектному растению не придавалось особого значения ни в Средние века, ни в древности. Наперстянка пурпурная в средневековье не играла никакой роли ни в народной медицине, ни в народных поверьях Западной Европы, в отличие от наперстянки ржавой, которая является лекарственным растением. В сборнике рецептов на валлийском языке XII или XIII века впервые упоминается наружное применение листьев.
Леонхарт Фукс также сообщает в немецком издании своей книги о травах (1543, кап. CCCXLV): «В общем, это довольно забавная на вид трава, поэтому я не смог обойти её вниманием, несмотря на то, что она пока не используется врачами, насколько мне известно». Однако далее в разделе «Сила и действие» он сообщает, для чего она используется в народной медицине, а затем заключает: «И в целом она обладает таким же действием, как и горечавка, о которой мы рассказывали в главе выше. Тот, кто хочет узнать о ней, может найти и прочитать о ней в вышеупомянутом месте». Табернемонтан в 1588 году также не знал о каком-либо медицинском применении этого растения.
Однако в то время его уже использовали в Ирландии, в сочетании с магическими обычаями она должна была помогать «от сглаза». Англичане использовали это растение как рвотное средство, чтобы стимулировать отхаркивание при бронхите, а около 1700 года даже против чахотки. В 1748 году эксперименты Французской академии показали, что после кормления индеек наперстянкой их сердца, печень, желчный пузырь и легкие сокращаются. Это означало, что англичане также реже использовали наперстянку.

### Исследования сердечных гликозидов
В 1775 году английский врач Уильям Уизеринг прибегнул к старинному семейному рецепту (для лечения водянки) и успешно лечил задержку воды (отек), вызванную сердечной недостаточностью, с помощью листьев наперстянки. Жена одного из его пациентов якобы призналась ему, что обратилась за помощью к травнику. Однако, как гласит легенда, травник не захотел назвать ему название и место произрастания растения. Уизеринг приказал ей наблюдать и обнаружил, что травяной эликсир женщины содержит наперстянку. С 1776 по 1779 год Уизеринг провел серию экспериментов на десятках своих сердечных больных. На основании своих наблюдений он также пришел к выводу, что яд растения наперстянки накапливается в организме, поскольку действие препарата усиливается при длительном приеме, имеет накопительный эффект.
В 1785 году Уильям Уизеринг впервые сообщил о наперстянке пурпурной в своей фармацевтической публикации «Описание наперстянки и её медицинского применения». Много позже в результате работы был выведен дигоксин, который используется в качестве жизненно важного сердечного препарата. Наперстянка стала применяться как средство от сердечной недостаточности.
Однако поначалу эта форма терапии не прижилась, и только после 1850 года наперстянку стали назначать чаще. Этому способствовали исследования французского врача Дребейна (1786—1867), который обнаружил, что наперстянка не только оказывает мочегонное действие, но и усиливает сердечную деятельность. В 1868 году химик Нативель смог выделить активный ингредиент. Дальнейшие фармакологические исследования во второй половине XIX века привели к определению ряда других активных ингредиентов в видах наперстянки, родственных наперстянке пурпурной. Также было обнаружено, что виды растений из других семейств также содержат сердечно-активные вещества — так называемые сердечные гликозиды.
В 1874 году Освальду Шмидебергу (1838—1921) удалось получить дигитоксин как первый чистый гликозид.
Действующими веществами наперстянки являются сердечные гликозиды, которые в настоящее время в фармоцевтической промышленности получают главным образом из наперстянки шерстистой (Digitalis lanata), произрастающей в балканских странах, из-за её устойчивости к морозу и более высокого содержания активных ингредиентов. Сердечные гликозиды стимулируют ослабленную сердечную мышцу снова сокращаться сильнее. При терапевтическом использовании наперстянки его эффект снижения частоты сердечных сокращений все чаще приобретает приоритет над усилением сердечной деятельности.

### Лекарственное сырье
В качестве лекарственного сырья используется лист наперстянки (лат. Folium Digitalis). Это собранные на первом году жизни вполне развитые розеточные листья без промедления выдержанные в течение получаса при температуре 55—60 °С и затем быстро высушенные. Действующие вещества листьев — кардиотонические гликозиды (карденолиды), а также стероидные сапонины, флавоноиды. Препараты наперстянки пурпурной — порошок листьев, сухой экстракт, настой, дигитоксин, кордигит — усиливают диурез, обладают кумулятивным свойством.

### Декоративное растение
Наперстянка пурпурная используется в качестве декоративного растения в садоводстве и в качестве срезочной культуры во флористике. В качестве декоративного растения в парках и садах умеренных широт используется с 16 века. Наперстянка входит в традиционный ассортимент классического английского коттетжного сада. Эффектные вертикальные соцветия подходят для посадки на заднем плане, вдоль стенок, оград и фасадов зданий.
Выведены различные садовые культивары — сорта и гибриды, которые отличаются окраской цветков, плотностью и равномерностью соцветия, общим габитусом растения.

#### Агротехника

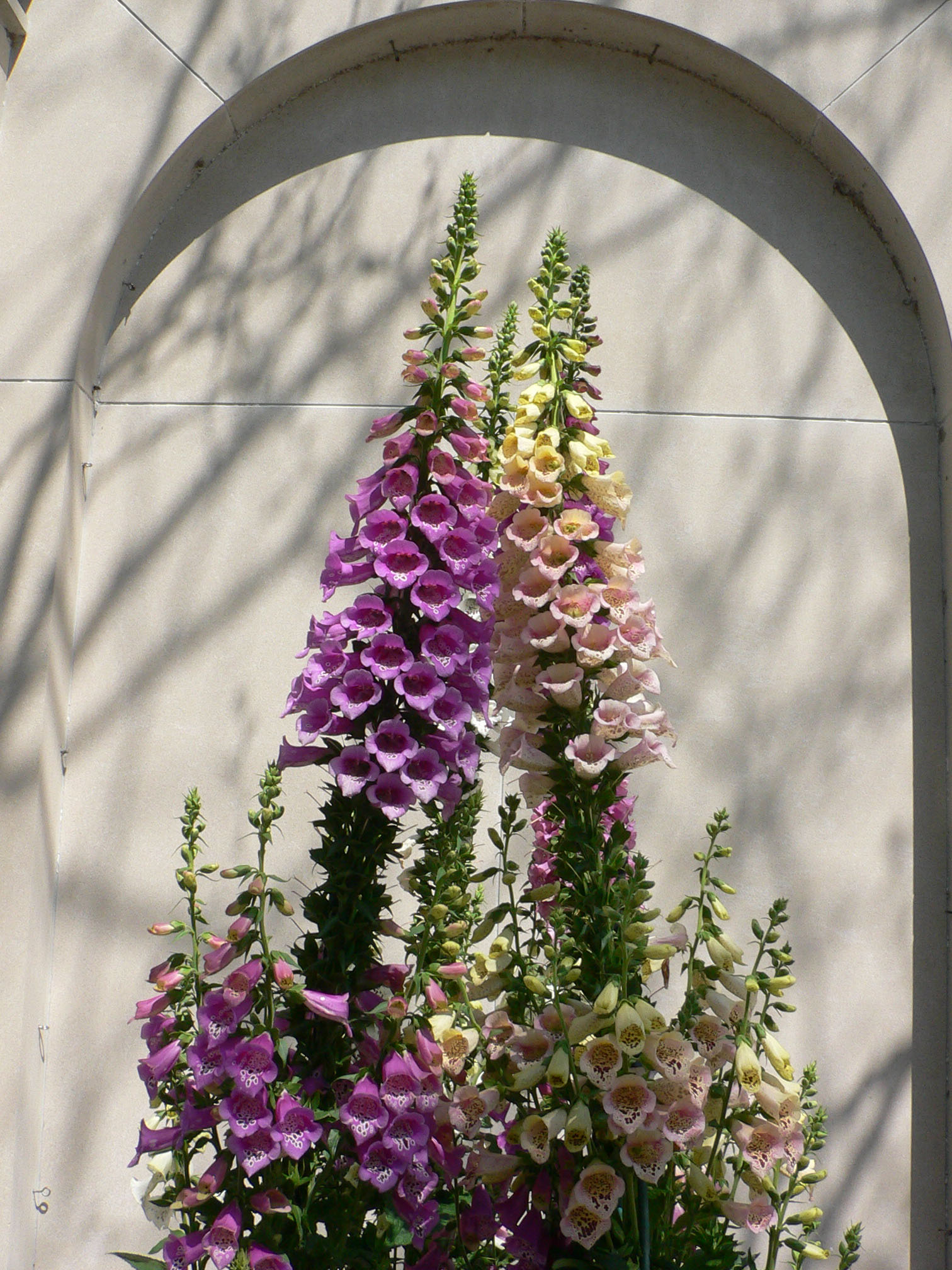
Садовые формы

Это неприхотливое и долгоцветущее декоративное растение, которое популярно у садоводов. Обычно выращивается и зацветает на второй год, как двулетник, однако селекционерами были выведены однолетние гибриды, которые зацветают в первый год после посадки.
Наперстянка в целом совсем нетребовательна к почвенным условиям, но предпочитает рыхлые, хорошо дренированные, питательные, увлажненные почвы. Наперстянки в природе растут в лесах и на полянах, поэтому предпочитают рассеянную или легкую тень, но может цвести и на солнце, и в тени. На излишне открытом месте может задерживать рост из-за слишком яркого солнца и недостатка влаги, а сильные ветра могут ломать длинные стебли.
Между растениями следует выдерживать расстояние 30-35 см, чтобы они не мешали росту друг друга.
При работе с растениями и семенами наперстянки лучше всего надевать перчатки, поскольку они чрезвычайно токсичны.
Наперстянка пурпурная выдерживает температуру до −34 °C (зоны USDA 4–9).

#### Размножение
Некоторые сорта легко вырастить начинающему садоводу, а другие сложнее. Весной их также можно купить как горшечные растения.
Размножается семенами. Можно размножать рассадным методом или непосредственным посевом в грунт. На рассаду семена высевают в середине мая, и до конца лета растение сможет хорошо сформироваться, чтобы перезимовать. Семенам наперстянки для прорастания нужен свет, поэтому не нужно засыпать их почвой или песком. Растение недолговечное (малолетник или двулетник), но самовопроизводится самосевом, поэтому если посеять на второй год на том же месте вторую часть растений и не срезать соцветия до вызревания семян, то куртина будет существовать в режиме многолетников. Семена часто продаются в виде смеси (например, гибриды Эксельсиор белого, розового и фиолетового цветов).
Двулетняя наперстянка может размножиться вегетативно боковыми корневыми отростками, которые можно отделить и отсадить, чтобы не загущать материнское растение.

#### Вредители
У этого растения мало проблем с вредителями, и его не поедают олени или кролики, хотя мучнистая роса может поражать листву в конце лета и иногда поражаться тлей.

## Классификация

### Таксономия
- Digitalis purpurea L., 1753, Sp. Pl. : 621

Вид Наперстянка пурпурная включается в род Наперстянка (Digitalis) семейства Подорожниковые (Plantaginaceae) порядка Ясноткоцветные (Lamiales), последовательно входящего в более крупные клады Ламииды → Астериды → Суперастериды → Эвдикоты → Цветковые растения. Таксономическая схема в соответствии с Системой APG IV по состоянию на июнь 2024 года:
|  |                          |  |                                   |                                   |                          |  | еще 23 семейства | еще 23 семейства |                           |  |                         |  | еще 34 подтвержденных вида и 18 видов, ожидающих подтверждения | еще 34 подтвержденных вида и 18 видов, ожидающих подтверждения |  |
|  |                          |  |                                   |                                   |                          |  | еще 23 семейства | еще 23 семейства |                           |  |                         |  | еще 34 подтвержденных вида и 18 видов, ожидающих подтверждения | еще 34 подтвержденных вида и 18 видов, ожидающих подтверждения |  |
|  |                          |  |                                   | порядок Ясноткоцветные            |                          |  |                  |                  | род Наперстянка           |  |                         |  |                                                                |                                                                |  |
|  |                          |  |                                   | порядок Ясноткоцветные            |                          |  |                  |                  | род Наперстянка           |  | 4 внутривидовых таксона |  |                                                                |                                                                |  |
|  | клада Цветковые растения |  |                                   |                                   | семейство Подорожниковые |  |                  |                  | вид Наперстянка пурпурная |  |                         |  |                                                                |                                                                |  |
|  | клада Цветковые растения |  |                                   |                                   |                          |  |                  |                  |                           |  |                         |  |                                                                |                                                                |  |
|  |                          |  | ещё 63 порядка цветковых растений | ещё 63 порядка цветковых растений |                          |  |                  | еще 106 родов    | еще 106 родов             |  |                         |  |                                                                |                                                                |  |
|  |                          |  |                                   | ещё 63 порядка цветковых растений |                          |  |                  |                  | еще 106 родов             |  |                         |  |                                                                |                                                                |  |

### Внутривидовые таксоны
По современной классификации на основе системы APG IV в составе вида выделяется 4 разновидности, прочие внутривидовые таксоны отнесены в синонимику вида:
- Digitalis purpurea var. amandiana (Samp.) Cout.
- Digitalis purpurea var. mauretanica Humbert & Maire ex Emb. & Maire
- Digitalis purpurea var. purpurea
- Digitalis purpurea var. toletana Font Quer

Согласно данным GBIF на март 2024 года, вид включает следующие подвиды и разновидности:
- Digitalis purpurea subsp. purpurea L., 1753— Европа, Марокко

- = Digitalis alba Schrank
- = Digitalis carnea Meigen & Weing.
- = Digitalis gloxinioides Carrière
- = Digitalis gyspergerae Rouy
- = Digitalis libertiana Dumort.
- = Digitalis mauretanica (Humbert & Maire) Ivanina
- = Digitalis mauritanica (Humbert & Maire) Ivanina
- = Digitalis media Elmig.
- = Digitalis miniana Samp.
- = Digitalis nevadensis Kunze
- = Digitalis purpurascens Lej.
- = Digitalis purpurascens var. intermedia DC.
- = Digitalis purpurea f. alba (Schrank) K.Werner
- = Digitalis purpurea f. alpina K.Werner
- = Digitalis purpurea f. carnea (Meigen & Weing.) K.Werner
- = Digitalis purpurea f. humilis (Rouy) K.Werner
- = Digitalis purpurea f. nevadensis (Kunze) Samp.
- = Digitalis purpurea f. parviflora (Lej.) K.Werner
- = Digitalis purpurea f. tomentosa (Hoffmanns. & Link) Samp.
- = Digitalis purpurea subsp. bocquetii Valdés
- = Digitalis purpurea subsp. gyspergerae (Rouy) Rouy
- = Digitalis purpurea subsp. mauretanica (Humbert & Maire) Romo
- = Digitalis purpurea subsp. nevadensis (Kunze) Cout.
- = Digitalis purpurea subsp. nevadensis (Kunze) Malag., 1973
- = Digitalis purpurea subsp. nevadensis (Kunze) Rivas Mart., Fern.Gonz. & D.Sánchez
- = Digitalis purpurea subsp. toletana (Font Quer) Hinz
- = Digitalis purpurea var. alba Alef.
- = Digitalis purpurea var. alba Nordh.
- = Digitalis purpurea var. alba-maculata Regel
- = Digitalis purpurea var. albiflora Lej.
- = Digitalis purpurea var. bifida Lej. & Courtois
- = Digitalis purpurea var. carnea (Meigen & Weing.) Lej. & Courtois
- = Digitalis purpurea var. emarginata Dumort.
- = Digitalis purpurea var. gloxiniflora Nordh.
- = Digitalis purpurea var. gyspergerae (Rouy) Fiori
- = Digitalis purpurea var. gyspergerae (Rouy) P.Fourn., 1937
- = Digitalis purpurea var. humilis Rouy
- = Digitalis purpurea var. maculata Nordh.
- = Digitalis purpurea var. mauretanica Humbert & Maire
- = Digitalis purpurea var. miniana (Samp.) Cout.
- = Digitalis purpurea var. nevadensis (Kunze) Font Quer
- = Digitalis purpurea var. nevadensis Amo
- = Digitalis purpurea var. parviflora Lej.
- = Digitalis purpurea var. porrecta Regel
- = Digitalis purpurea var. rosea Alef.
- = Digitalis purpurea var. toletana Font Quer — разновидность признается POWO, см. карточку таксона
- = Digitalis purpurea var. tomentosa (Hoffmanns. & Link) Brot.
- = Digitalis purpurea var. tomentosa (Hoffmanns. & Link) Webb
- = Digitalis purpurea var. valida Merino
- = Digitalis speciosa Salisb.
- ≡ Digitalis thapsi Bertero
- = Digitalis thapsi Bertero ex Nyman
- = Digitalis thapsi var. intermedia Lindl.
- = Digitalis tomentosa Hoffmanns. & Link
- = Digitalis ×intermedia Lapeyr.
- = Digitalis ×longiflora Lej.

### Синонимы
Согласно данным GBIF на март 2024 года в синонимику вида входят следующие названия:

#### Гомотипные синонимы
≡ Digitalis purpurea var. gloxiniiflora hort.

#### Гетеротипные синонимы
- Digitalis purpurea subsp. alba
- Digitalis purpurea var. gloxiniiflora hort. ex L.H.Bailey
- Digitalis purpurea var. toletana FontQuer

- Разновидность alba с белыми цветкамиDigitalis purpurea var. alba L. — разновидность с белыми цветками

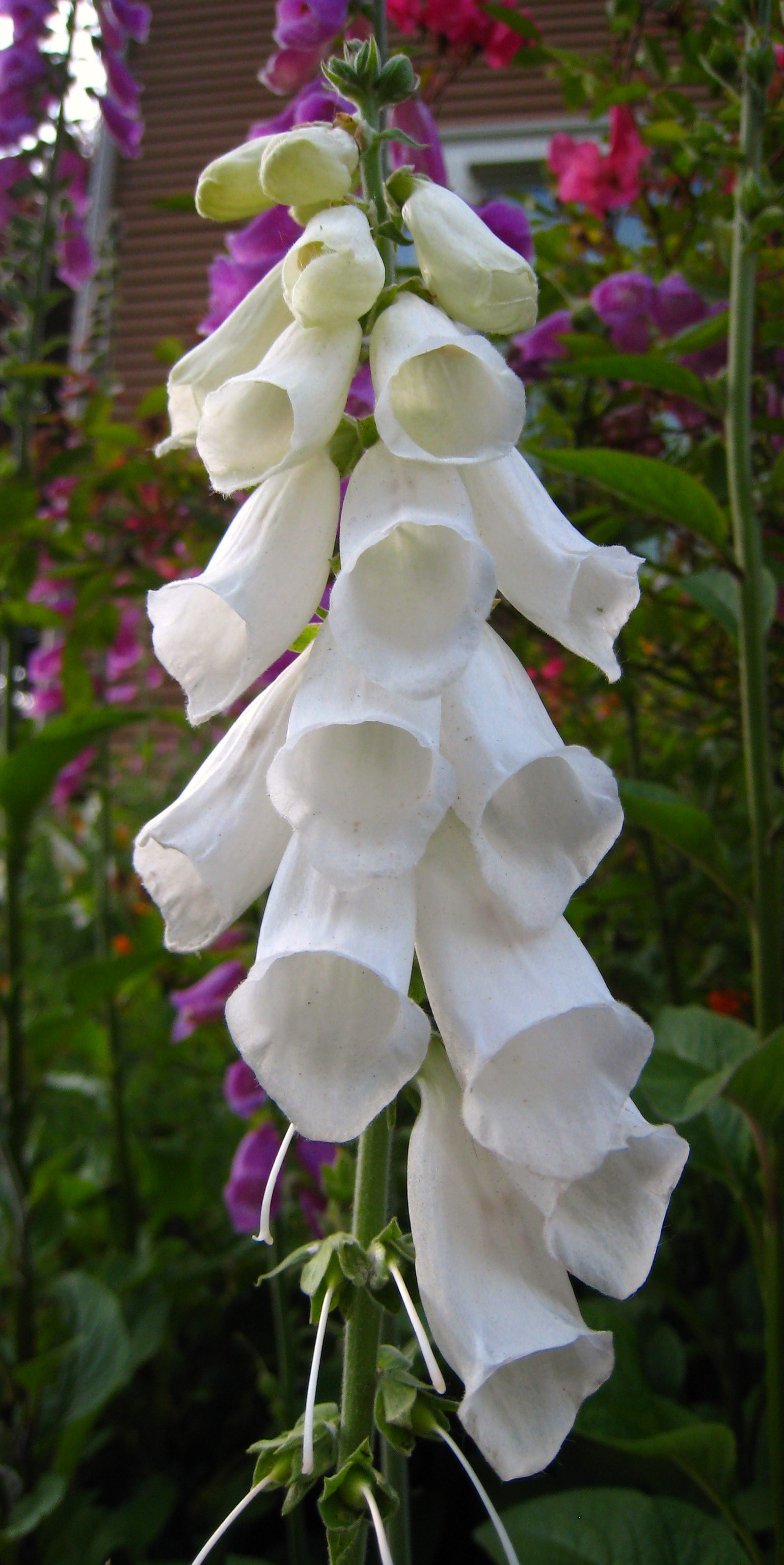
Разновидность alba с белыми цветками

- Digitalis purpurea var. amandiana (Samp.) Cout., 1935 — разновидность, произрастающая в Португалии

- = Digitalis amandiana Samp.
- = Digitalis purpurea subsp. amandiana (Samp.) Hinz
- = Digitalis thapsi var. amandiana (Samp.) Cout.

- Digitalis purpurea var. purpurea L.

- = Digitalis purpurea f. glabrescens Merino
- ≡ Digitalis purpurea f. longibracteata Henriq.
- = Digitalis purpurea f. longibracteata Henriq. ex Samp.
- = Digitalis purpurea var. albarracinensis Sennen & Pau
- = Digitalis purpurea var. alpina Ivanina
- = Digitalis purpurea var. longibracteata Henriq.
- = Digitalis purpurea var. vulgaris Alef.

### Гибриды
Наперстянка пурпурная более-менее легко скрещивается в садах и в природе с некоторыми видами наперстянок, особенно с наперстянкой жёлтой (Digitalis lutea L.) Обычно такие гибриды поступали в ботанические сады СССР из Западной Европы под собственными видовыми названиями, как, например: Digitalis purpurascens Roth., Digitalis lutescens Lindl., D. tubiflora Lindl., D. Lindleyana Tausch и др.
При скрещивании D. purpurea × D. grandiflora Mill. были получены формы, представляющие некоторый практический интерес. К таким относится Digitalis × kotukovii Ivanina — тёмно-зелёное растение, густо покрыто простыми и железистыми волосками; стебли 40-80 см высотой, б. ч. ветвистые, густо облиственные; л. яйцевидные, оттянутые в чрш. Цв. 28-35 см дл.; доли чашечки 9-12 мм дл., ланцетные, острые, вн. желто-розовый или зелено-красный, с точечными темными пятнами на внутренней поверхности нижней губы, колокольчатый; боковые доли венчика треугольные, острые, 2-3 мм длиной, нижняя губа 4-5 мм длиной, цветение VIII—IX.

## Примечания

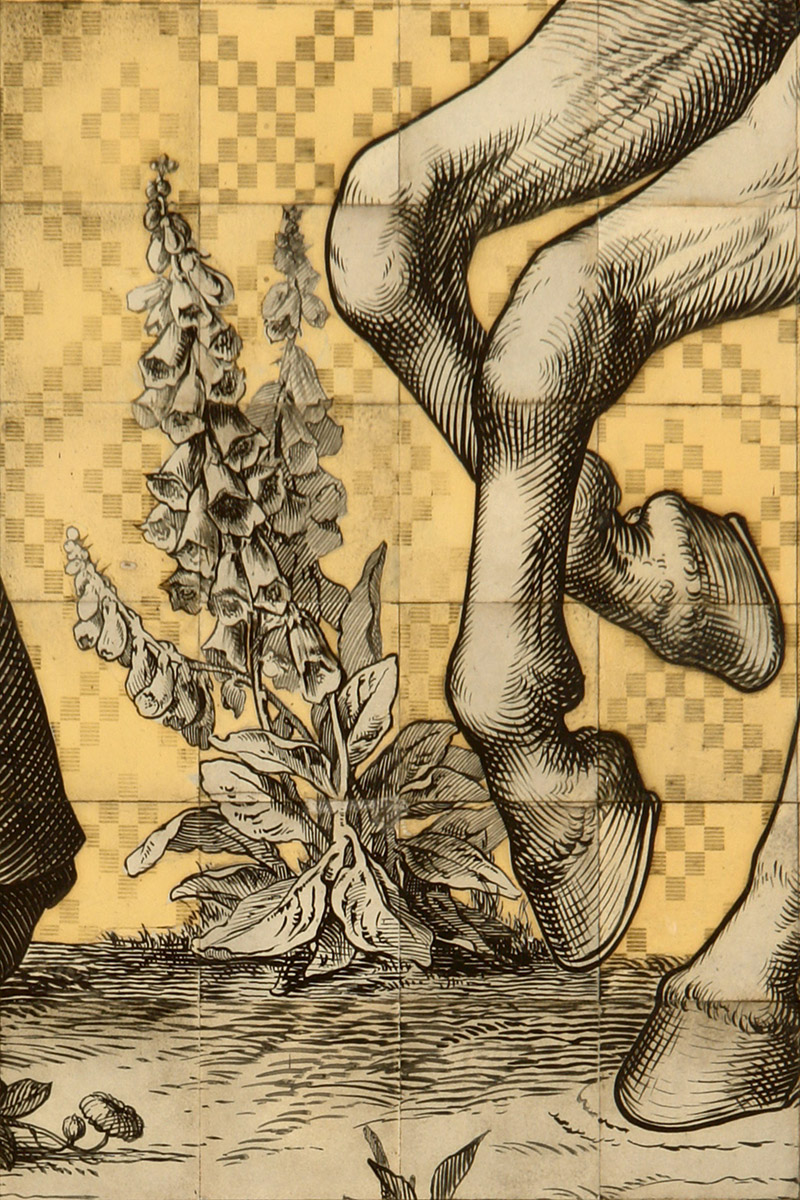
Фрагмент панно «Шествие князей» с изображением напрестянки в Дрездене